# Statkraft
Statkraft AS es una empresa hidroeléctrica de propiedad total del estado noruego. El Grupo Statkraft es el generador de energía renovable más grande Europa, así como el tercer productor de energía más grande de Noruega y de la región nórdica. Statkraft desarrolla y genera energía hidroeléctrica, energía eólica, energía de gas, calefacción urbana y energía solar, y también participa en los mercados energéticos internacionales. La empresa tiene aproximadamente 5300 empleados y su sede se encuentra en Oslo, Noruega.